# 藤原基経
藤原 基経（）は、平安時代前期の公卿。藤原北家、中納言・藤原長良の三男。
摂政であった叔父・藤原良房の養子となり、良房の死後に清和天皇・陽成天皇・光孝天皇・宇多天皇の四代にわたり朝廷の実権を握った。光孝天皇・宇多天皇期の執政は、日本史上初の関白であったとされる。

## 経歴
中納言・藤原長良の三男として生まれたが、時の権力者で男子がいなかった叔父・良房にその優れた資質を見込まれて、その養嗣子となった。
仁寿元年（852年）東宮で元服した際に、文徳天皇が自ら加冠する程の厚遇を受け、正六位上に叙される。斉衡年間（854年 - 857年）から天安年間（857年 - 859年）に左兵衛尉、少納言、左近衛少将を経て蔵人頭に補せられる。貞観年間（859年 - 877年）に左近衛中将を兼任し、参議に任ぜられて公卿に列する。

### 応天門の変
貞観8年（866年）、応天門の炎上に際し大納言・伴善男が左大臣源信を誣告し、右大臣・藤原良相が左近衛中将であった基経に逮捕を命じるも、基経はこれを怪しみ養父・良房に告げ、良房の尽力によって信は無実となった。その後、密告があり、伴善男が真犯人とされ、流罪となり、連座した大伴氏、紀氏が大量に処罰され、これら上古からの名族へ大打撃を与えた（応天門の変）。同年、従三位に叙し、中納言を拝す。

### 実権の獲得
その後、左近衛中将を兼ね、更に左近衛大将へ進み、陸奥出羽按察使を兼ねる。貞観12年（870年）大納言に転じる。貞観14年（872年）右大臣を拝する。同年、摂政だった養父良房が薨去、代わって朝廷において実権を握った。基経の実妹・高子は清和天皇の女御で、第一皇子の貞明親王を生んでいた。翌年、従二位に叙される。
貞観18年（876年）清和天皇は貞明親王に譲位（陽成天皇）。まだ9歳と幼少であったため、良房の先例に従い新帝の伯父である基経は摂政に任じられた。基経は幼君を補佐するのは太上天皇の役割であるとこれを辞退したが清和上皇は許さず、摂政の任を受けることとなった。一方で太政大臣への就任も求められているが、これは辞退している。元慶2年（878年）、出羽国で蝦夷の俘囚が反乱を起こしたため、能吏で知られた藤原保則、武人の小野春風らを起用し、翌年までにこれを鎮撫せしめた（元慶の乱）。また、元慶3年（879年）以降数年をかけて、約50年ぶりに班田収授を実施している。
元慶3年（879年）菅原是善らと編纂した日本文徳天皇実録全10巻を完成させた。
元慶4年（880年）12月4日、清和上皇が没した当日に太政大臣に任ぜられ、陽成天皇は引き続き摂政の任に当たることを求めた。しかし基経は就任を強く拒絶し、儀礼的な拝辞数を超えた4度に渡ってこれを拝辞した。更にこの間自宅に引き籠もったため、政務が滞ることとなった。翌年、従一位に昇叙している。

### 陽成天皇との関係
元慶6年（882年）陽成天皇が元服したことを受け、基経は摂政の辞職を申し出るが、許されなかった。これはこの時代の記録によく見られる儀礼的な辞退ではなく、政治的な意味があったと考えられている。その後、基経は辞職が認められないとみるや、朝廷への出仕を停止し、一年半に渡って自邸の堀河院に引き籠もってしまった。ただし、清和天皇の譲位の詔に「少主ノ未親万機之間」摂政に任ずると書かれている以上、元服を機に親政（天皇が万機を親らす）への準備を進めた後に辞表を提出し、その後に自宅に退いて天皇の判断を待つのは当然の行為で、しかも儀礼的な辞退の範囲とされる3度目の辞表提出中に天皇の退位騒動が起きたものであるとして、これをもって基経と天皇との関係の判断は出来ないとする反論もある。
基経は妹である皇太后・藤原高子とは大変仲が悪かった。在原文子（清和の更衣）の重用を含めた高子の基経を軽視する諸行動が、基経が後に外戚関係を放棄をしてまでも高子とその子である陽成天皇を排除させるに至ったとの見方もある。ただし、在原文子を更衣としてその間に皇子女を儲けたのは清和天皇自身である。高子が清和天皇との間に貞明親王（陽成天皇）・貞保親王・敦子内親王を儲けたにもかかわらず、清和は氏姓を問わず、数多の女性を入内させ、多くの皇子を儲けていた。このことから基経も母方の出自が高くない娘・頼子を入内させ、さらに同じく出自の低い・佳珠子を入内させ、外孫の誕生を望んだために、高子の反発を招いたと見ることもできる。また、当時は摂関政治の成立期であり、母后である高子と摂政である基経の力関係は不安定なものであった。基経を摂政に任じた清和上皇が健在だった時期には基経と高子や天皇の不仲を伝える話はなく、上皇が崩御して母后である高子が天皇を後見して独自の行動を取り始めた頃から急速に関係が悪化しており、高子の権力行使が基経の政治権力を脅かしたとする見方もある。
元慶7年（883年）11月に、宮中で天皇の乳母（紀全子）の子・源益が格殺（殴り殺すこと）される事件が起きる。「禁省の事秘にして、外の人知ることなし」（『日本三代実録』）と事件の詳細は秘密にされたが、宮中では陽成天皇に殴り殺されたと噂された。この事件の直後、馬好きの陽成天皇が厩を禁中に作り、卑位の者に馬を世話をさせ、飼っていた事実が明らかになる。基経は宮中に入り、天皇の取り巻きと馬を放逐させた。後の史書には陽成天皇は暴君として描かれており、それによると天皇は蛙や蛇を捕え、または犬と猿を闘わせて喜び、人を木に登らせて墜落死させたりしたという。
元慶8年（884年）に入ると陽成天皇が政務や儀式に出席に関わることがなくなり、2月初旬に陽成天皇は基経に対して宸筆を再度呈示し譲位した。『日本三代実録』には、陽成天皇の譲位の申し出に逆らいがたく基経はやむなくこれを受けたと記されているが、実態としては基経が退位に追いやったものと考えられる。基経は皇嗣選定にあたって、仁明天皇の時代に承和の変で皇太子を廃され既に出家していた恒貞親王に打診するも拒否される。そこで、仁明天皇の第三皇子である時康親王が謙虚寛大な性格であったことから、これを新帝と決めた。時康親王の母は藤原総継の娘・沢子で、基経の母・乙春とは姉妹であり、基経は時康親王の従兄弟にあたる。公卿を集めて天皇の廃位と時康親王の推戴を議したところ、左大臣源融（嵯峨天皇の第12皇子）は自分もその資格があるはずだと言いだすが、基経は姓を賜った者が帝位についた例はないと退ける。次いで参議・藤原諸葛が基経に従わぬ者は斬ると恫喝に及び、廷議は決したともいう。基経には娘である藤原佳珠子と清和天皇の子貞辰親王や、高子と清和天皇の子貞保親王といった外戚となる皇子がいたが、基経は幼君を忌避し、老齢の親王の擁立に至った。瀧浪貞子は幼君を擁立することで陽成が太上天皇として実権を握ることを警戒したためとしている。

### 事実上の関白
時康親王は即位（光孝天皇）した際、既に55歳になっていたが、皇嗣の決定については基経に委ねるつもりであえて定めなかった。天皇としては、天皇位を血縁者に継がせたいと基経は希望するであろうはずである、と考えていたらしく、即位式後の4月13日に自身の皇子皇女26人を全員臣籍降下させて源氏とすることで、自らの系統には皇位は継がせない事を基経にアピールした。さらに6月5日には太政大臣である基経に機務奏宣（太政官から上ってきた事項を天皇に奏上する）の権限を認めた詔を発した。機務奏宣は後の関白の職務であり、これは事実上の関白就任とみられている。
仁和3年（887年）光孝天皇は重篤に陥った。陽成上皇と皇太后高子は存命であり、基経は貞辰親王ではなく天皇の第7皇子の源定省を皇嗣に推挙した。定省は天皇の意中の子であり、天皇は基経の手を取って喜んだ。定省は光孝天皇即位以前より尚侍を務めた基経の妹淑子に養育されており、藤原氏とも無関係ではなかった。臣籍降下した者が即位した先例が無かったため、臨終の床にあった天皇は定省を先ず親王に復し、さらに東宮と成した同日に崩御した。定省は直ちに宇多天皇として即位した。

### 阿衡事件
光孝天皇は生前に基経と宇多天皇の手を取り、宇多を基経の子のように輔弼するようにと遺命していた。11月21日、宇多天皇は先帝の例に倣い大政を基経に委ねる事とし、左大弁・橘広相に起草させ「万機はすべて太政大臣に関白し、しかるのちに奏下すべし」との詔を行った。関白の号がここで初めて登場する。また基経の妹淑子を従一位に昇叙している。基経は儀礼的にいったん辞意を乞うが、天皇は重ねて広相に起草させ「宜しく阿衡の任を以て、卿の任となすべし」との詔をした。阿衡とは中国の故事によるものだが、これを文章博士・藤原佐世が「阿衡には位貴しも、職掌なし」と基経に告げたため、基経はならばと政務を放棄してしまった。
宇多天皇は困り果て、真意を伝えて慰撫するが、基経は納得しない。阿衡の職掌について学者に検討させ、広相は言いがかりであるとして抗弁したが、宇多は事態を収拾するために「阿衡」の語があった詔書は自らの意に沿わない誤りであったとして訂正の詔書を出すこととなった。しかしこれにより広相の責任問題が噴出し、公卿らが広相をボイコットする事態となった。宇多は基経の娘温子を女御にすることで融和を図り、基経に広相の処分を行わないよう働きかけることで、仁和4年（888年）10月に和解が成立した。この事件は基経の天皇に対する示威行為であるとか、娘が宇多の二人の皇子を儲けていた広相の失脚を狙ったものという見解が有力であったが、近年では基経が自らの地位と権限の確認を求めたものであるという説が有力となっている。
寛平2年（890年）冬ごろに病床につき、平癒を願って10月30日には大赦が行われ、天皇から度者30人を賜った。基経はこれを拝辞しようとしたが、天皇は重ねてこれを受けるよう勅している。寛平3年（891年）薨去。享年56。正一位が贈られ、越前国に封じられた上で昭宣公と諡された。

## 官歴
※日付＝旧暦
- 仁寿2年（852年）1月、蔵人に補任（この頃に良房の養子になったとみられる）
- 仁寿4年（854年）
  - 1月、左兵衛少尉に遷任。
  - 10月11日、従五位下に叙し、侍従に任官。（侍従は11月2日任官の説あり）
- 斉衡2年（855年）
  - 1月15日、左兵衛佐を兼任。
  - 4月20日、蔵人に補任。
- 天安元年（857年）3月、少納言を兼任。
- 天安2年（858年）
  - 1月15日、左兵衛佐を兼任。・蔵人・少納言・侍従如元。
  - 9月14日、左近衛少将に転任。少納言如元。
  - 10月、蔵人頭に補任。
  - 11月25日、播磨介を兼任。
- 貞観2年（860年）11月16日、正五位下に昇叙し、蔵人頭・左近衛少将如元。
- 貞観3年（861年）1月8日、従四位下に昇叙し、蔵人頭・左近衛少将如元。
- 貞観5年（863年）2月10日、左近衛中将に転任し、蔵人頭如元。
- 貞観6年（864年）1月16日、参議に補任し、左近衛中将如元。
- 貞観7年（865年）
  - 1月27日、阿波権守を兼任。
  - 3月28日、伊予守を兼任し、阿波権守を辞任。
- 貞観8年（866年）
  - 1月7日、従四位上に昇叙し、参議・左近衛中将・伊予守如元。
  - 3月23日、正四位下に昇叙し、参議・左近衛中将・伊予守如元。
  - 12月8日、中納言に転任し、従三位に昇叙。
- 貞観9年（867年）1月14日、左近衛中将を兼任。
- 貞観10年（868年）5月26日、左近衛中将を去り、左近衛大将を兼任。
- 貞観11年（869年）1月13日、陸奥出羽按察使を兼任。
- 貞観12年（870年）
  - 1月13日、大納言に転任。
  - 1月28日、左近衛大将如元。
  - 2月、陸奥出羽按察使如元。
- 貞観14年（872年）
  - 8月25日、正三位に叙し、右大臣に転任。
  - 8月29日、左近衛大将如元。
  - 11月29日、摂政宣下。右大臣・左近衛大将如元。
- 貞観15年（873年）1月7日、従二位に昇叙し、摂政・右大臣・左近衛大将如元。
- 貞観19年（877年）2月、左近衛大将を辞任。
- 元慶2年（878年）7月17日、正二位に昇叙。
- 元慶4年（880年）
  - 11月8日、関白に補任。右大臣如元。
  - 12月4日、太政大臣宣下。関白如元。
- 元慶5年（881年）1月15日、従一位に昇叙し、関白・太政大臣如元。
- 仁和3年（887年）
  - 11月21日、関白宣下（正式な詔が降る）。
  - 11月26日、関白辞すも、阿衡に補任の旨。
- 仁和4年（888年）6月2日、阿衡を止め、関白に復す。
- 寛平2年（890年）
  - 2月19日、准三宮宣下。
  - 12月14日、関白を辞す。
- 寛平3年（891年）1月13日、薨去。享年56。贈正一位。諡号：昭宣公。越前国に封ず。

## 系譜
- 父：藤原長良
- 母：藤原乙春（藤原総継の娘）
- 義父：藤原良房
- 妻：人康親王の娘
  - 長男：藤原時平（871-909）
  - 二男：藤原仲平（875-945）
  - 四男：藤原忠平（880-949）
  - 五男：藤原良平
  - 女子：藤原穏子（885-954） - 醍醐天皇中宮、朱雀天皇・村上天皇の生母
- 妻：操子女王（式部卿忠良親王の娘）
  - 三男：藤原兼平（875-935）
  - 女子：藤原温子（872-907） - 宇多天皇中宮
- 妻：不明
  - 女子：藤原頼子（?-936） - 清和天皇女御
  - 女子：藤原佳珠子（856-?） - 清和天皇女御
  - 女子：藤原佳美子（?-898） - 光孝天皇女御
  - 女子：貞元親王妃 - 源兼忠母
  - 女子：源能有室

## 後世
基経を中祖とする藤原北家及び藤原北家と近しい関係にある村上源氏が朝廷の主流を占め続けた事もあり、近代以前には暴君・陽成天皇を廃した「功臣」として昌邑王劉賀を廃した前漢の霍光に擬える説が儒学者を中心に唱えられた。村上源氏の北畠親房は『神皇正統記』において廃位を称賛し、その「積善の余慶」によって基経の子孫が摂関位を独占したと記述している。
芥川龍之介の短編『地獄変』の冒頭に登場する「堀川の大殿様」は基経と推測されている。